# Iapyx (vent)
L’Iapyx est un vent qui souffle de l'ouest-nord-ouest à l'extrémité sud de la mer Adriatique, entre l'Italie et la Grèce, à partir de l'Iapygie, dont il tire son nom. Il était connu dans l'Antiquité pour favoriser la traversée de l'Italie vers la Grèce. Il est parfois confondu, peut-être à tort, avec le Caurus ou Corus en latin, l'Argestès (Ἀργέστης) en grec.

## Localisation
Sénèque cite l'Iapyx comme un vent propre à une région donnée : « L'atmosphère se trouve donc divisée en douze régions ; de là, douze vents. Quelques-uns sont particuliers à certaines localités, dont ils ne s'écartent point ou ne s'écartent que peu. Ceux-là ne viennent point des parties latérales du monde. L'Atabule est redouté en Apulie, l'Iapyx en Calabre, le Sciron à Athènes, le Catégis en Pamphylie, le Circius dans les Gaules. »
Un chapitre d'Aulu-Gelle s'intitule Sur le vent Iapyx et sur le nom et la direction des autres vents. Comme Sénèque, le philosophe Favorinus, que fait parler Aulu-Gelle, considère qu'il s'agit d'un vent localisé : « Le vent qui s'élève des côtes de l'Iapygie reçoit des Apuliens le nom du pays même : c'est le vent Iapyx » ; et il le confond avec un des vents principaux, le Caurus.

## Mythologie
Iapyx est aussi le nom d'un dieu grec mineur du vent, personnification de ce vent. Virgile associe ce Iapyx au vent qui ramena Cléopâtre en fuite en Égypte après sa défaite à la bataille d'Actium. Horace  prie pour qu'Iapyx puisse ramener sain et sauf le navire de son ami Virgile en Grèce.